# Dasyatis
Dasyatis is het typegeslacht uit de familie van de pijlstaartroggen (Dasyatidae). 

## Soortenlijst
- Dasyatis brevis (Garman, 1880)
- Dasyatis chrysonota (Smith, 1828)
- Dasyatis gigantea (Lindberg, 1930)
- Dasyatis hastata (DeKay, 1842)
- Dasyatis hypostigma (Santos & Carvalho, 2004)
- Dasyatis marmorata (Steindachner, 1892)
- Dasyatis multispinosa (Tokarev, 1959)
- Dasyatis pastinaca (Linnaeus, 1758) – Gewone pijlstaartrog
- Dasyatis tortonesei Capapé, 1975